# Bogumił Kobiela
Pour les articles homonymes, voir Kobiela.
Bogumił Kobiela, né le 31 mai 1931 à Katowice et mort le 10 juillet 1969 à Gdańsk, est un acteur de théâtre et de cinéma polonais.

## Biographie
Bogumił Kobiela naît le 31 mai 1931 à Katowice.
Il termine l'école de théâtre de Cracovie. Il est doté d'un grand talent comique, représentant le type de l'acteur caractéristique éloigné de l'acteur de genre.
Acteur populaire spécialisé dans la comédie, il se fait connaître par ses prestations au cinéma, au théâtre, au cabaret et à la télévision.
Grièvement blessé dans un accident de la route, il meurt le 10 juillet 1969 à la clinique chirurgicale numéro 3 de l'Académie de Médecine à Gdańsk.